# XDR
As memórias XDR (Extreme Data Rate) da Rambus são capazes de transmitir, teoricamente, 3.2 Gb/s, sendo a previsão que esta velocidade dobraria até 2006, graças à tecnologia ODR (Octal Data Rate), em que a XDR DRAM é capaz de transmitir 8 bits de dados por pulso de clock. 
A primeira versão dessa memória trabalha a 400MHz (400.000.000 pulsos por segundo), e como transmite 8 bits por pulso, resulta em uma taxa de transferência de 3.2 Gb/s. 
Os módulos de memória são conhecidos como XDIMM, e são vendidos em versões de 256 MB até 8 GB. Sua venda é particularmente bem vista no setor de tratamento de imagens, onde a velocidade da memória RAM faz muita diferença. Contudo, as memórias XDR já enfrentam como dificuldades padrões concorrentes, como as DDR-II e a MRAM.
(XDR) é um padrão IETF de 1995 da camada de apresentação do Modelo OSI. XDR permite com que os dados sejam  empacotados em uma arquitetura de maneira independente para que o dado seja transferido entre sistemas de computadores heterogêneos. Converter da representação local para XDR é conhecido como codificação. Converter do XDR para a representação local é conhecido como decodificação. XDR é implementado como uma biblioteca de funções que são portáveis entre diferentes sistemas operacionais e também são independentes da camada de transporte.